# 안사르 바이트 알마크디스
안사르 바이트 알마크디스(ABM; 아랍어: أنصار بيت المقدس Anṣār Bayt al-Maqdis[*]) 또는 안사르 알쿠드스 (lit. '예루살렘의 후원자')는 2011년부터 2014년까지 시나이반도에서 활동한 이슬람주의 지하디스트 극단주의 무장 단체이다.
안사르 바이트 알마크디스는 알카에다와 연계되어 있었다. 이 단체는 시나이에서 이집트와 요르단으로 가는 가스관에 집중하여 활동했으며, 이스라엘을 대상으로 몇 차례 공격을 감행했다. 2013년 중반에는 이집트 보안군에 대한 공격 캠페인을 시작했고, 2014년 11월에는 이라크 레반트 이슬람국(IS)에 충성을 맹세했다. 이 단체의 대부분은 IS의 지부가 되어 이름을 이라크 레반트 이슬람국 시나이 윌라야트로 변경했다.

## 개요
ABM은 시나이반도의 여러 토착 살라피 지하디즘 단체에서 발생했다. 이들 단체 중 일부는 가자의 살라피 지하디스트들과 연계되어 있었다.
ABM은 2011년 1월 봉기로 시작된 시나이의 혼란 속에서 부상했다. 이 단체의 작전은 2013년 이집트 쿠데타 이후 증가하여, 주 목표를 이스라엘에서 이집트 보안군으로 변경했으며, 이집트군과 경찰을 살해할 수 있는 배교자로 선언했다.
ABM은 시나이에서 테러 활동의 주요 단체로 여겨졌다. 2013년 9월부터 2014년 1월 말까지 ABM은 이집트 내무부 장관 무함마드 이브라힘 암살 시도를 포함하여 이집트 전역에서 발생한 대규모 공격에 대한 책임을 주장했다. ABM은 베두인족과 다른 이집트인 및 기타 국적의 사람들을 모집했다. 2013년 말에는 이 단체의 지도자 10명이 시나이를 탈출하여 가자와 메르사마트루로 도피했다고 보도되었다.
2014년 동안 ABM은 재정 지원, 무기 및 전술 자문을 구하기 위해 시리아의 IS에 사절을 파견했다. 2014년 11월 10일, ABM의 많은 구성원들은 IS의 지도자인 아부 바크르 알바그다디에게 충성 맹세를 했다. 이 맹세에 따라 ABM 내의 IS 지지자들은 이 지역에 IS의 공식 지부를 결성했으며, 이를 IS 시나이 윌라야트(또는 IS-SP)로 알려졌다.

## 테러 조직 지정
ABM 또는 IS-SP는 이집트, UAE, 영국, 미국에 의해 테러 조직으로 지정되었다.

## 공격
ABM이 주장하거나 ABM의 소행으로 알려진 공격은 다음과 같다.
- 이집트에서 이스라엘과 요르단으로 가는 가스관 폭파를 여러 차례 감행했다.[24][25]
- 2012년 9월 이스라엘 남부 국경 공격.[10]
- 2013년 9월 모하메드 이브라힘 무스타파 내무부 장관 암살 시도.[26]
- 2013년 10월 이스마일리아의 군사 정보 건물 공격.[27]
- 2013년 11월, 무함마드 무르시의 재판에 연루된 보안관 모하메드 맙룩이 나스르 시티 자택 밖에서 총에 맞아 사망한 사건.[28]
- 2013년 12월 24일, 만수라 폭탄 테러로 만수라 경찰서가 폭파되어 경찰관 14명을 포함해 최소 16명이 사망했다.[29]
- 2014년 1월 31일, 시나이반도에서 이스라엘 에일라트를 목표로 로켓이 발사되었다. 아이언 돔 시스템이 로켓을 요격했다.[30]
- 2014년 1월 20일 에일라트 공격. 피해나 부상은 보고되지 않았다.[31]
- 2014년 1월 23일, 베니수에프에서 경찰 검문소에 대한 공격으로 5명이 사망했다.[32]
- 2014년 1월 말에 발생한 2014년 카이로 폭탄 테러,[33] 나중에 이집트 병사 단체가 폭탄 테러 중 하나를 배후에 있었다고 밝혔다.[34]
- 2014년 1월 25일 시나이에서 군용 헬리콥터 격추.[35]
- 2014년 1월 28일 모하메드 알사이드 (이집트 내무부 소속) 암살.[36]
- 2014년 1월 31일 에일라트 공격 시도. 로켓은 아이언 돔 시스템에 의해 요격되었다.[37]
- 2월 16일 2014년 타바 버스 폭탄 테러로 한국인 관광객 3명과 이집트인 버스 운전사를 포함해 4명이 사망했다.[38] 이 단체는 모든 관광객들에게 2014년 2월 20일 이전에 이집트를 떠나라고 경고했다.[39]
- 2014년 5월 2일 시나이에서 3명이 사망한 공격.[40]
- 2014년 7월 19일, 안사르 바이트 알마크디스가 이집트군을 매복 공격했다. 이 사건은 2014년 파라프라 매복 공격으로 알려져 있다.
- 2014년 8월 28일 ABM은 모사드 스파이로 지목되고 이스라엘에 정보를 제공한 이집트인 4명의 참수 장면을 담은 비디오를 공개했다.[41]
- 2014년 9월 말 보안 요원 6명 사망.[42]
- 2014년 10월 8일, 가자 지구에 있는 ABM의 한 분파는 스스로를 가자 이슬람국가라 칭하며 가자 시 프랑스 문화원에 폭탄 공격을 감행했으나, 몇 시간 뒤 공격에 대한 책임을 부인하는 성명을 발표했다.[6]
- ABM은 2014년 10월 24일 시나이 공격에 대한 책임을 주장하는 선전 비디오를 공개했는데, 이 공격으로 아리시 마을 북서쪽에서 28명의 군인이 사망했다. 이 단체는 또한 몇 시간 뒤 아리시 검문소에서 차량 총격 사건을 일으켜 3명의 군인을 살해했다.[43]

2014년 11월 이후, 이 단체의 공격은 ISIL-SP의 소행으로 주장되었다.

## 같이 보기
- 시나이 반란
- 시나이 반란의 연표
- 가자 지구의 이슬람 반하마스 단체